# شیراکاوا، گیفو (شهرک)
شیراکاوا، گیفو (شهرک) (به لاتین: Shirakawa, Gifu (town)) یک منطقهٔ مسکونی در ژاپن است که در Kamo District واقع شده‌است. شیراکاوا ۹٬۳۴۲ نفر جمعیت دارد.

## خواهرخوانده
شهر پیستویا خواهرخواندهٔ شیراکاوا، گیفو (شهرک) هست.